# روژه لامبرخت
روژه لامبرخت (انگلیسی: Roger Lambrecht; ۱ ژانویهٔ ۱۹۱۶ – ۴ اوت ۱۹۷۹) دوچرخه‌سوار اهل بلژیک بود.